# Rami Makhlouf
Rami Makhlouf (Arabisch: رامي مخلوف) (10 juli 1969-) is een Syrische zakenman. Hij wordt beschouwd als de rijkste man van Syrië en een van de machtigste personen in het land. Volgens Syrische analisten maakte hij deel uit van de interne kring van president Bashar al-Assad, en kon geen enkele buitenlandse onderneming zonder zijn toestemming en partnerschap zaken doen in Syrië. Makhlouf is eigenaar van Syriatel, het grootste mobiele telefoonnetwerk in Syrië, en van een hele reeks bedrijven in de groothandel, de bankwereld, de olie- en de vastgoedsector.

## Familieband
Hafiz al-Assad, president van Syrië van 1971 tot 2000, was in 1957 gehuwd met Anisa Makhlouf. Rami Makhlouf is de zoon van een van haar broers.

## Politiek
Verschillende Westerse regeringen noemen Makhlouf corrupt, en wijzen op zijn rol in het neerslaan van de opstanden in 2011. Toch zou sedert 2019 onenigheid zijn gerezen tussen Makhlouf en president Bashar al-Assad: Makhlouf beklaagde zich openlijk over zijn “onmenselijke behandeling” door de inlichtingendiensten, die hij naar eigen zeggen zelf had gefinancierd.